# Přeclav z Pohořelé
Přeclav z Pohořelé (též z Pogorely, z Pogorella, z Pohořelce, lat. Przeclaus de Pogarella nebo de Pogorella, pol. Przecław z Pogorzeli, něm. Preczlaw von Pogarell; 5. května 1299 nebo 1310, Pohořelá (Pogorzela) nebo Michalov (Michałów), Lehnické knížectví – noc z 5. na 6. dubna 1376, Otmuchov, Niské knížectví) byl dvacátý vratislavský biskup (1341–1376) a od roku 1352 kancléř Karla IV. Doba jeho episkopátu je označována jako zlatý věk vratislavské diecéze.

## Život

### Původ, začátky a volba vratislavským biskupem
Přeclav z Pohořelé pocházel z rodu pánů z Pohořelé, který se nazýval po vsi Pohořelá (pol. Pogorzela, něm. Pogarell) poblíž města Břehu (pol. Brzeg) a nosil erb zvaný Grzymała. Byl to jeden z nejstarších známých rodů ve Slezsku, který byl mimo jiné zakladatelem kláštera v Kamenci. Přeclavovým otcem byl Bohuš z Michalova a z Pohořelé (zmiňován v letech 1284–1309). Přeclav měl tři starší bratry (Jindřicha, Bohuše a Mirzana) a mladšího bratra Gunthera. V době, kdy byl biskupem, se kanovníky vratislavské kapituly stali také jeho synovci Čambor (zm. 1343–1383, též kanovník v Krakově) a Jakub (zm. 1352-1362, též kanovník v Hlohově), v biskupských službách jako rytíř sloužil další synovec Jaroch (zm. 1349-1383).
Sám Přeclav z Pohořelé je v pramenech zmiňován až 14. dubna 1329 jako kanovník katedrální kapituly ve Vratislavi. Někdy po 29. červenci 1336 odešel na studia na univerzitu v Bologni, kde se zdržoval i 5. května 1341, když jej vratislavská kapitula po smrti biskupa Nankera zvolila novým biskupem.
Volba neproběhla bez problémů. Protože Vratislav dosud podléhala interdiktu, musela se konat v Nise. Většina vratislavské kapituly podporovala Jana Lucemburského a Přeclav byl kandidátem Lucemburky podporovaným, nebyla však v zájmu Polska a hnězdenský arcibiskup Janislav jakožto metropolita vratislavské diecéze odmítl volbu potvrdit a udělit Přeclavovi biskupské svěcení. Kromě toho si již dříve vyhradil jmenování nového biskupa papež. Přeclav se proto vydal osobně k papeži Benediktu XII. do Avignonu. Od něj získal 28. ledna 1342 konfirmační bulu a 17. března biskupské svěcení. 6. května téhož roku se pak vrátil již jako právoplatný biskup do Vratislavi.

### Přeclav z Pohořelé a Karel IV.

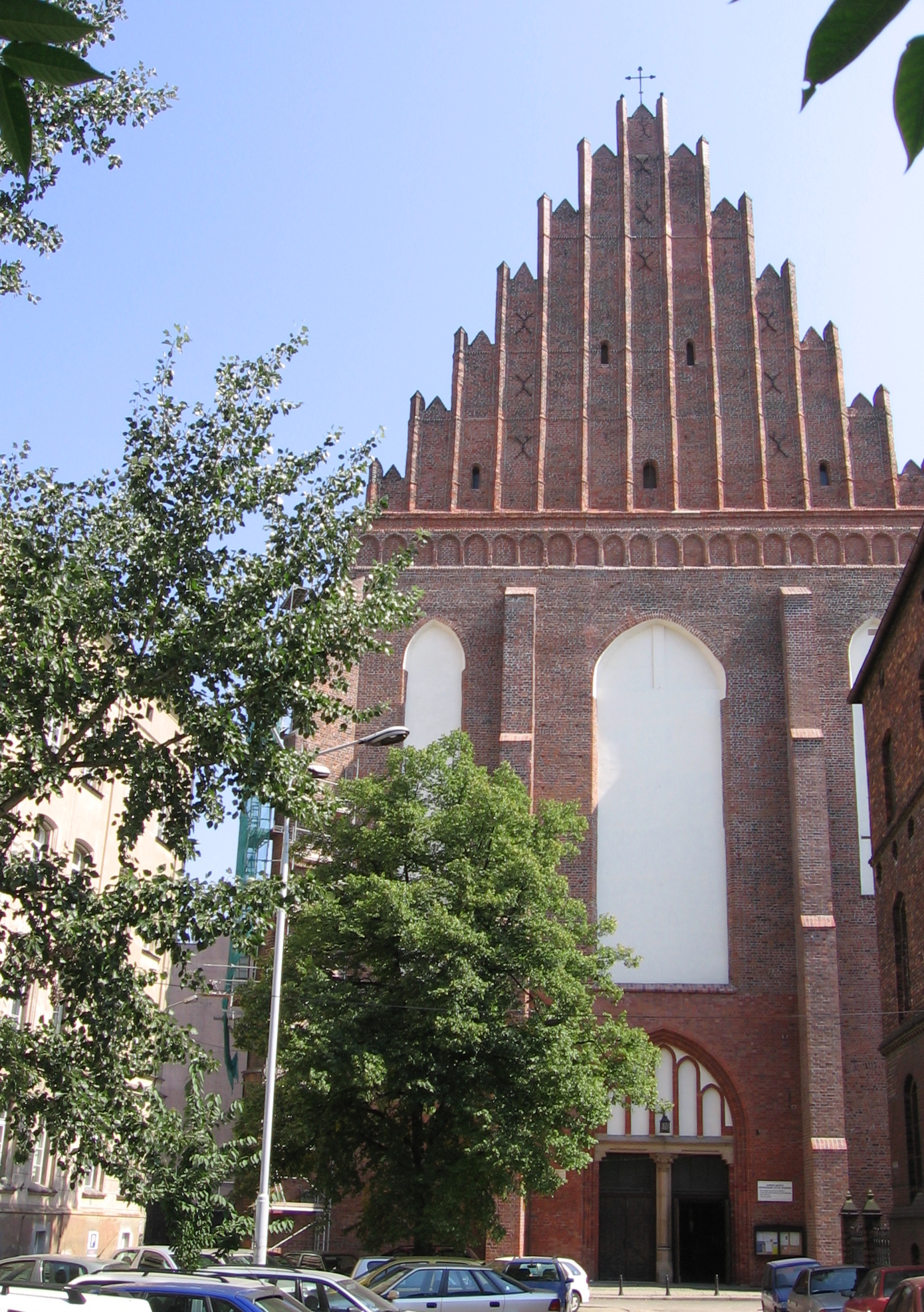
Kostel svatých Václava, Stanislava a Doroty, postavený na paměť setkání Karla IV. a Kazimíra III.

Biskup Přeclav byl od počátku svázán s Lucemburky, a zejména s markrabětem Karlem, pozdějším Karlem IV., který již v době Přeclavova nástupu spravoval jménem otce mimo jiné Slezsko. Mezi prvními kroky nového biskupa bylo rychlé vyřízení sporů, které s českým králem vedl biskup Nanker, a potvrzení králova postavení. Zrušil Nankerem uložený interdikt nad městem Vratislaví i exkomunikaci Jana Lucemburského a členů vratislavské městské rady – ti však museli biskupa přijít odprosit v průvodu z radnice do kostela svatého Vojtěcha, bosí a v kajícnickém oděvu. Ohledně hradu Milíče, jehož obsazení bylo pohnutkou k uvedenému sporu, uzavřel s králem dohodu: hrad byl vydán zpět vratislavské kapitule, která jej držela dříve, ale král měl mít možnost jej vojensky využívat. 1. července 1342 vydal biskup Přeclav listinu, která konsolidovala a potvrzovala lenní vztah slezských knížat k českému králi. Bylo uznáno patronátní právo krále nad vratislavským biskupstvím, král byl vrchním pánem všech majetků biskupství a mohl využívat jeho hrady a biskup se zavázal církevně stíhat všechny (rozuměj především případná odbojná knížata), kdo by se zpronevěřili slibu věrnosti českému králi. Markrabě Karel jménem otce naopak přijal biskupství ve svou ochranu a zavázal se chránit jeho majetek.
Přeclav z Pohořelé hrál v následujících letech významnou úlohu v diplomatických vztazích s polským králem Kazimírem III. Velikým, zejména při sjednávání Namyslovského míru roku 1348 a při organizaci setkání Karla IV. s Kazimírem Velikým ve Vratislavi roku 1351. Za tyto zásluhy se Přeclav stal roku 1352 kancléřem Karla IV. Ačkoli tento titul používal až do své smrti, výkon skutečných povinností s ním svázaných brzy přenechal na jiných.
Mezi Přeclavem a Karlem IV. totiž došlo k ochlazení vztahů v důsledku toho, že se nepodařilo uskutečnit císařův plán na vyčlenění vratislavského biskupství z hnězdenské církevní provincie a jeho přičlenění k církevní provincii pražské, založené roku 1344. Proti tomuto plánu se stavěli z pochopitelných důvodů hnězdenský arcibiskup i polský král, ale stejně důrazně i vratislavská katedrální kapitula. Rovněž biskup Přeclav po počáteční podpoře zaujal k otázce spíše vlažný postoj. Dvojí příslušnost biskupství pod patronát českého krále a pod záštitu polského metropolity byla jeho výhodou, protože vytvářela manévrovací prostor. Poté, co roku 1352 zemřel bývalý Karlův vychovatel papež Klement VI. a na jeho místo zasedl Lucemburkům mnohem méně nakloněný Inocenc VI., stal se záměr na převod (uvažovalo se i o rozdělení) vratislavské diecéze nerealizovatelným a Karel IV. se jej roku 1360 musel definitivně zříci. Již roku 1358 opět potvrdil všechna stará privilegia biskupství, včetně knížecího titulu a panovnické patronace.
Roku 1367, kdy nový spor o privilegia mezi městskou radou a církví ve Vratislavi vyústil opět v interdikt nad městem, zasáhl Karel IV. rozhodně ve prospěch města, neboť si byl vědom jeho hospodářského i politického významu. Interdikt zrušil roku 1368 sám papež Urban V., který císaře zmocnil i k urovnání sporu. Ten potvrdil soudní imunitu duchovních, ale rozhodl, že město má soudní pravomoc nad služebníky a poddanými církve, pokud se nacházejí na jeho území. Roku 1370 navíc vydal edikt, kterým duchovním zakazoval ve Vratislavi pořizovat nemovitosti nebo nakupovat domovní renty.

### Majetková strategie biskupa Přeclava

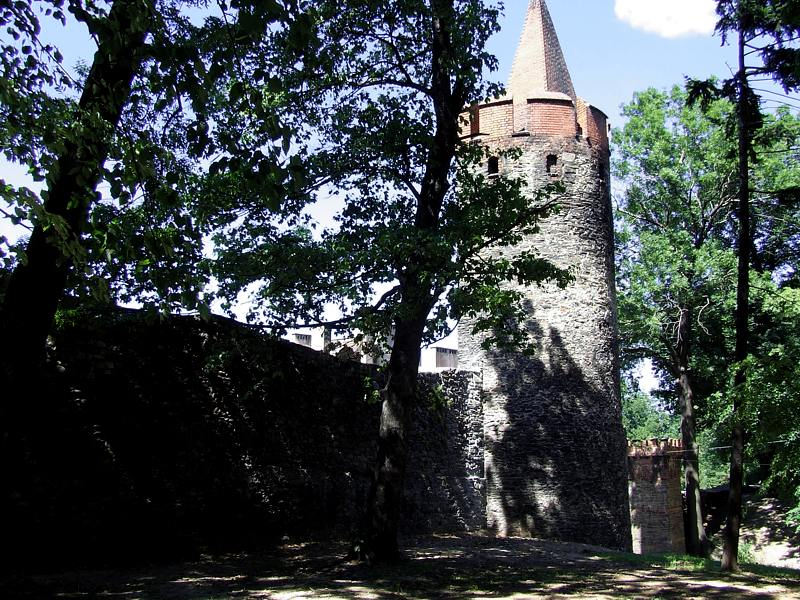
Hradby biskupského města Pačkova vybudované za vlády Přeclava z Pohořelé

Cílem soustředěného úsilí Přeclava z Pohořelé byla konsolidace pozemkového majetku biskupství. Hlavní centrum tvořilo Niské knížectví, kterému proto věnoval největší pozornost. V řadě majetkových transakcí odkupoval statky, které se nalézaly roztříštěně uvnitř biskupské země nebo v jejím sousedství, a naopak prodával majetky, které s knížectvím územně nesouvisely; listiny Jana Lucemburského z 20. února 1346 a Karla IV. z 24. listopadu 1348 výkup zbývajících cizích knížecích práv ke statkům na biskupském území výslovně umožňovaly a usnadňovaly. Největším prodaným majetkem bylo panství zmíněného hradu Milíč, náležející katedrální kapitule. Jednalo se o statek málo výnosný a od ostatních církevních držav vzdálený, jehož strategická poloha na polských hranicích byla církvi spíše ke škodě než k užitku. Roku 1358 jej proto biskup a kapitula prodali olešnickému knížeti Konrádovi I. Výtěžek sloužil zejména k nákladnému vykoupení hradu Frýdberka, jehož majitelé plenili a ohrožovali biskupské vesnice v Rychlebských horách. Již předtím získal biskup zpět do přímého držení hrady Kaltenštejn (1345) a Jánský Vrch (1348). Roku 1350 upevnil také dosud spornou svrchovanost biskupství nad městem Wiązów (něm. Wansen) s okolím, takzvanou wansenskou zastávkou, na půl cesty mezi Nisou a Vratislaví, a zhruba v téže době též nad městem a hradem Pačkovem v jihozápadním cípu Niska, kde dal vystavět mohutné, dodnes ve většině hmoty zachované opevnění.
Přeclav z Pohořelé se zajímal nejen o rozlohu biskupského panství, ale i o jeho ekonomický rozvoj. Vymohl si na Janu Lucemburském výslovné potvrzení zakládání vsí na hospodářskému rozvoji příznivějším „německém“ (emfyteutickém) právu, a zejména možnost změny práva v již existujících vsích. Německé právo zavedl i do Otmuchova (1347) a na město s německým právem povýšil Javorník (1373); i v těchto místech modernizoval opevnění.
Ve všech ohledech nejvýznamnějším přírůstkem bylo 19. ledna roku 1344 odkoupení města Grodkova (pol. Grodków, něm. Grottkau) s okolím od trvale zadluženého břežského knížete Boleslava III. Marnotratného. Jelikož se v případě tohoto území jednalo o léno českého krále, musel z něj biskup a kapitula, kteří drželi nově nabyté území napůl, 23. listopadu téhož roku složit lenní přísahu (dosavadní nisko-otmuchovské území lénu nepodléhalo). Dědicové po břežském knížeti, Ludvík I. Lehnicko-břežský a Boleslav II. Malý, darování neuznávali a roku 1360 Grodkov vojensky obsadili. Nedostatečně energický postup biskupa vyvolal rozhořčení katedrální kapituly, ale za určitých finančních obětí se Grodkov podařilo získat zpět. Rovněž zde biskup podnítil modernizaci městského opevnění doplněním věží.
Získání Grodkova se odrazilo i v  titulatuře: nadále byl vratislavský biskup vévodou (Herzog) grodkovským a knížetem (Fürst) niským či nisko-otmuchovským. V dalších staletích se toto rozlišování vytratilo a léno se rozšířilo na celý útvar, nazývaný knížectví nisko-grodkovské.

### Vnitřní život diecéze za biskupa Přeclava
Úspěšná majetková správa biskupa, politické uklidnění v zemi i celkový hospodářský vzestup se kladně odrazily zejména na zřizování řady nových farností a stavbě nových kostelů. (Roku 1300 bylo v diecézi 310 farností, roku 1370 již 1030.) Přeclavova doba byla na dlouho poslední dobou velkých církevních fundací. Lehnický kníže Václav I. založil roku 1354 v Lehnici kolegiátní kapitulu Božího hrobu, jeho bratr břežský kníže Ludvíkv I. založil při kapli břežského hradu roku 1368 kolegiátní kapitulu svaté Hedviky a již předtím roku 1348 založili oba bratři v Lehnici klášter benediktinek. Ve Vratislavi založil Karel IV. roku 1351 na památku setkání s Kazimírem Velikým kostel zasvěcený patronům obou království, svatému Stanislavovi a svatému Václavovi, jakož i svaté Dorotě, a u něj klášter augustiniánů poustevníků. Kromě toho do Slezska v té době přišly nové řeholní řády – karmelitáni, kartuziáni a pavlíni. Množil se také počet špitálů pod patronátem různých institucí: jako vzorové založil Přeclav z Pohořelé v biskupské Nise mužský útulek svatého Josefa a ženský útulek svaté Barbory.
Řada vrcholně gotických staveb ve Slezsku je přímo či nepřímo spojena se jménem biskupa Přeclava, nejosobnější památku však zanechal v rozsáhlé východní pobočné kapli vratislavské katedrály, zasvěcené Panně Marii. Tato kaple, vyzdobená freskami a vitrážemi, byla postavena roku 1361 a biskup zřídil i dotaci, která financovala denní bohoslužby dvanácti oltářníky.
Mentalita se však v pozdním středověku měnila a různé faktory, jako neuspokojivý stav papežství a spory mezi církevními frakcemi za Přeclavových předchůdců, způsobily jistý pokles prestiže církve i přes její materiální rozkvět. To se projevilo i přítomností sekt a lidových hnutí, kvalifikovaných oficiální církví jako kacířství. V roce 1349 například do Slezska přišli flagelanti, jejichž excesivní projevy zbožnosti mimo jiné vedly k jednomu z prvních protižidovských pogromů ve Vratislavi. Biskup proti nim rázně zakročil a nechal jejich vůdce upálit.
Přeclav z Pohořelé zavedl v diecézi svěcení svátku svaté Hedviky (16. října) jako místní patronky.

### Smrt a dědictví Přeclava z Pohořelé

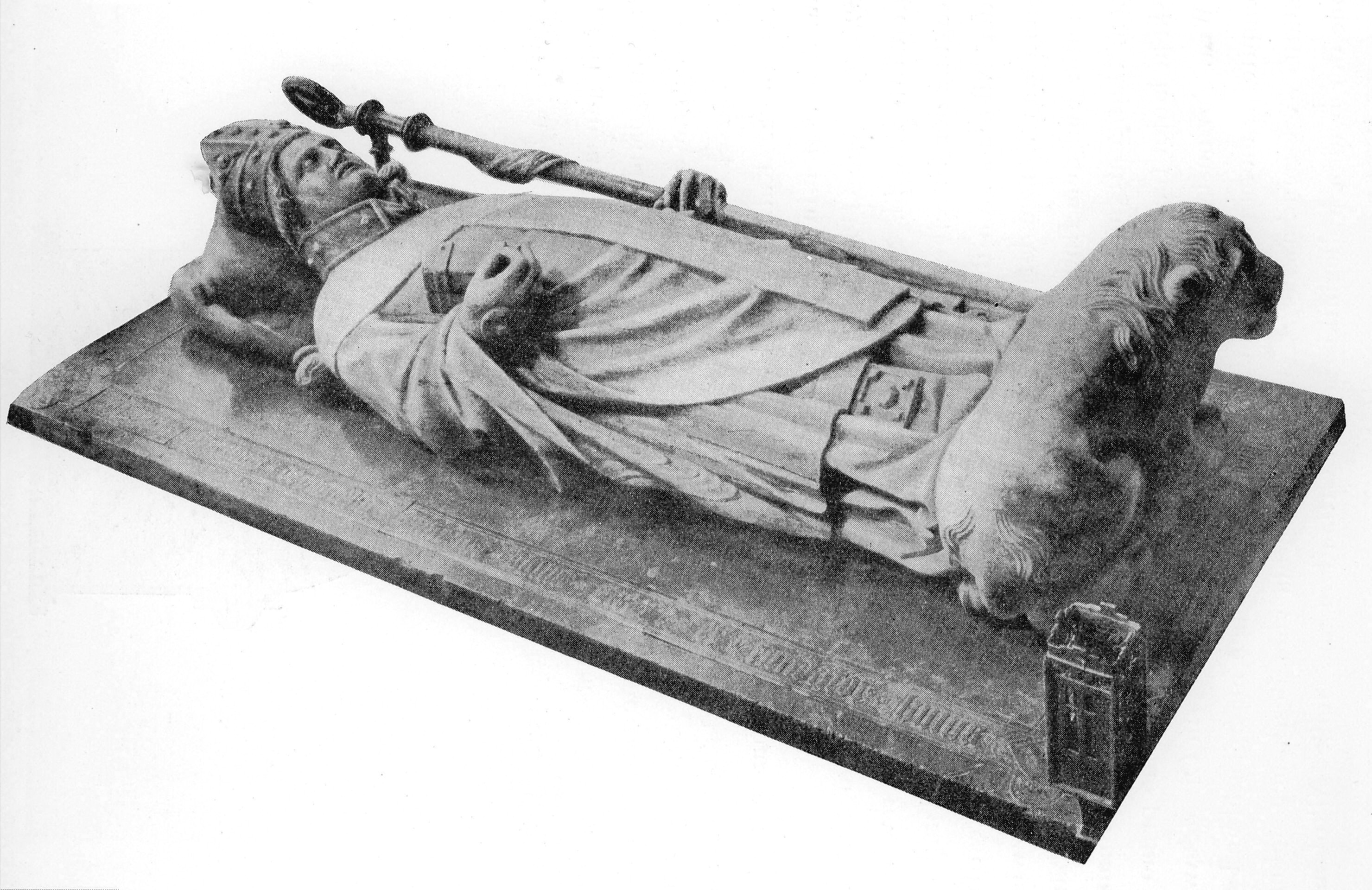
Náhrobek Přeclava z Pohořelé ve vratislavské katedrále

Biskup Přeclav z Pohořelé zemřel na biskupském hradě Otmuchově dne 6. dubna 1376. Pochován byl v mariánské kapli vratislavské katedrály, kterou dal sám vystavět. Jeho dosud zachovaný náhrobek je cennou památkou gotického sochařství.
| „                                          | Vratislavskou církev tak pozvedl a tak velkou učinil stavbami, zakládáním rybníků, vysazováním a nákupem vesnic, zlatými a stříbrnými nádobami, drahými ozdobami a početným náčiním, že se jí nyní obecně říká zlaté biskupství. | “ |
| — středověký životopis Přeclava z Pohořelé | |   |

Přeclavovou smrtí skončilo jedno z vrcholných období dějin vratislavské diecéze. Zejména z hospodářského hlediska bylo biskupství tak mocné jako nikdy dříve. Ale rovněž rychlé rozšiřování farní sítě, zakládání nových církevních institucí a nalezení smírného modu vivendi se světskou mocí pozvedlo – ač jen dočasně – společenskou vážnost církve, která byla před Přeclavovým nástupem řadou vnitřních i vnějších sporů oslabena.